# Ron Glass
Ron Glass (ur. 10 lipca 1945 w Evansville w stanie Indiana, USA, zm. 25 listopada 2016 w Los Angeles) – amerykański aktor. Najbardziej znany jest z roli jako dowcipny Det. Ron Harris w serialu telewizyjnym Barney Miller (1975–1982), i duchowy pasterz Derrial Book w serialu science fiction Firefly i jego sequelu Serenity.
Glass był członkiem Sōka Gakkai International, świeckiej organizacji buddyjskiej.
Zmarł 26 listopada 2016 w swoim domu w Los Angeles.

## Filmografia

### Jako aktor (film)
| Rok  | Film                              | Rola               | Notatka |
| ---- | --------------------------------- | ------------------ | ------- |
| 2012 | Strange Frame:                    | Philo D Grenman    |         |
| 2010 | Zgon na pogrzebie                 | Duncan             |         |
| 2008 | Dzielnica Lakeview                | Harold Perreau     |         |
| 2005 | Serenity                          | Derrial Book       |         |
| 1999 | Deal of a Lifetime                | Pan Creighton      |         |
| 1999 | Incognito                         | Marcus Courtland   |         |
| 1999 | Unbowed                           | President Duquesne |         |
| 1997 | Znowu w akcji                     | Allen Smith        |         |
| 1996 | Moje przyjęcie                    | Dr. David Wahl     |         |
| 1995 | Gość w dom                        | Derek Bond         |         |
| 1987 | Otchłań kosmosu                   | Jerry Merris       |         |
| 1986 | Spadająca Gwiazda                 | Eric Brenner       |         |
| 1985 | Gus Brown and Midnight Brewster   | Midnight Brewster  |         |
| 1978 | Crash                             | Jerry Grant        |         |
| 1975 | Foster i Laurie                   | Doctor #2          |         |
| 1975 | Let's Switch!                     | LaRue Williams     |         |
| 1974 | Change at 125th Street            |                    |         |
| 1974 | The Crazy World of Julius Vrooder | Quintus            |         |
| 1973 | Beg, Borrow, or Steal             | Ray Buren          |         |
| 1973 | Shirts/Skins                      | Mr. Brown          |         |

### Jako głos (film)
| Rok  | Film                              | Rola       | Notatka  |
| ---- | --------------------------------- | ---------- | -------- |
| 2001 | Wakacje. Żegnaj szkoło            | Dr Lazenby |          |
| 1983 | Sound of Sunshine – Sound of Rain |            | narrator |

### Jako on sam (film)
| Rok  | Film                                                        | Notatka |
| ---- | ----------------------------------------------------------- | ------- |
| 2006 | A Filmmaker’s Journey                                       |         |
| 2006 | Done the Impossible: The Fans' Tale of Firefly and Serenity |         |

### Jako aktor (serial)
| Rok       | Tytuł                                | Rola                            | Notatka                                  |
| --------- | ------------------------------------ | ------------------------------- | ---------------------------------------- |
| 2013–2014 | Agenci T.A.R.C.Z.Y.                  | Dr. Streiten                    | 2 odcinki                                |
| 2011      | CSI: Kryminalne zagadki Nowego Jorku | Colby Glass                     | Odcinek: To What End?                    |
| 2008      | Seks, kasa i kłopoty                 | D.A. Dennis Ford                | 2 odcinki                                |
| 2006–2007 | Shark                                | Sędzia Stewart Fenton           | 3 odcinki                                |
| 2004      | Babski oddział                       | Barry                           | Odcinek: Hail, Hail, The Gang’s All Here |
| 2002–2003 | Firefly                              | Derrial Book                    | 14 odcinków                              |
| 2001      | Profesor Max Bickford                | Graham Redmond                  | Odcinek: Pilot                           |
| 2001      | Tak, kochanie                        | Dr Bradley                      | Odcinek: The Big Snip                    |
| 2001      | Brutalne przebudzenie                | Ojciec Marcusa                  | Odcinek: Ode to Billie and Joe           |
| 2000      | Star Trek: Voyager                   | Loken                           | Odcinek: Nightingale                     |
| 2000      | Zoe i przyjaciele                    | Profesor Bradford               | Odcinek: Too Much Pressure               |
| 2000      | Jack i Jill                          | Aktor                           | Odcinek: Animal Planet: Part 1           |
| 1999      | Przyjaciele                          | Russell                         | 2 odcinki                                |
| 1999      | Życie do poprawki                    | Charlie Winters/Charlie Summers | Odcinek: The Blame Game                  |
| 1997–1998 | Aniołek z piekła rodem               | Kuzyn Rod                       | 17 odcinków                              |
| 1997      | Kancelaria adwokacka                 | Sędzia Kent                     | Odcinek: Reasonable Doubts               |
| 1996–1997 | Mr. Rhodes                           | Ronald Felcher                  | 17 odcinków                              |
| 1993      | Projektantki                         | Punch                           | Odcinek: It's Not So Easy Being Green    |
| 1992–1993 | Rhythm & Blues                       | Don Phillips                    | 13 odcinków                              |
| 1992      | The Royal Family                     | Diakon Hudson                   | Odcinek: The Sneakin' Deacon             |
| 1992      | Napisała: Morderstwo                 | Lt. Hanrahan                    | Odcinek: Incident in Lot #7              |
| 1991      | Adam 12                              | Logan Mills                     | Odcinek: D.A.R.E.                        |
| 1989      | Family Matters                       | Buddy Goodrich                  | Odcinek: False Arrest                    |
| 1989–1991 | Amen                                 | Jason Lockwood                  | 4 odcinki                                |
| 1987      | 227                                  | Robert Stone                    | 2 odcinki                                |
| 1985      | Strefa mroku                         | The Devil                       | Odcinek: Her Pilgrim Soul/I of Newton    |
| 1982–1983 | The New Odd Couple                   | Felix Unger                     | 18 odcinków                              |
| 1981      | Hart to Hart                         | Konduktor Slattery              | Odcinek: Hartland Express                |
| 1975      | When Things Were Rotten              | Black Knight                    | Odcinek: This Lance for Hire             |
| 1975–1982 | Barney Miller                        | Detektyw Ron Harris             | 164 odcinki                              |
| 1974      | Good Times                           | Mr. Pearson/ Henry Anderson     | 2 odcinki                                |
| 1974–1976 | Ulice San Francisco                  | Aktor/Arlen Washington          | 3 odcinki                                |
| 1974      | The New Perry Mason                  | Borden                          | Odcinek: The Case of the Tortured Titan  |
| 1973      | The Bob Newhart Show                 | Elevator Repairman              | Odcinek: Fit, Fat and Forty One          |
| 1973      | Griff                                | Dietrich                        | Odcinek: Elephant in a Cage              |
| 1973      | Hawaii Five-O                        | J. Paul                         | Odcinek: Tricks Are Not Treats           |
| 1973      | Maude                                | Whitnauer Fulton                | Odcinek: Florida's Affair                |
| 1973–1975 | Insight                              | Aktor/Rickell                   | 2 odcinki                                |
| 1973      | All in the Family                    | Jack                            | Odcinek: Everybody Tells the Truth       |
| 1972–1974 | Sanford and Son                      | Hucklebuck/Herman               | 2 odcinki                                |

### Jako głos (serial)
| Rok       | Tytuł            | Rola             | Notatka                               |
| --------- | ---------------- | ---------------- | ------------------------------------- |
| 2003      | All Grown Up     | Randy Carmichael | Odcinek: In the Family's Way          |
| 2001      | The Proud Family | The Talking Baby | 2 odcinki                             |
| 1997      | Superman         | News Anchorman   | Odcinek: Blasts from the Past: Part 2 |
| 1994      | Aladdin          | Kwanseer         | Odcinek: Bad Mood Rising              |
| 1993–2002 | Pełzaki          | Randy Carmichael | 4 odcinki                             |

### Jako on sam (serial)
| Rok       | Tytuł                | Notatka   |
| --------- | -------------------- | --------- |
| 2005–2007 | TV Land Confidential | 3 odcinki |

### Jako reżyser (serial)
| Rok  | Tytuł | Notatka               |
| ---- | ----- | --------------------- |
| 1991 | Stat  | Odcinek: High Society |

### Jako głos (gra)
| Rok  | Tytuł    | Rola  |
| ---- | -------- | ----- |
| 2008 | Fable II | Garth |